# Шужгорский монастырь
Даниилов Шужгорский Спасо-Преображенский монастырь — бывший православный монастырь, расположенный в Белозерском районе Вологодской области.
Основан постриженником Корнильева Комельского монастыря Даниилом Шужгорским во второй половине XVI века в 50 верстах от Белозерска, на Шужгорской горе.
Обитель была упразднена в 1764 году в ходе Секуляризационной реформы.
В каменной церкви Преображения Господня, бывшей монастырской, ныне приходской, почивают под спудом мощи преподобного Даниила.